# Kushiro
Kushiro (jap. 釧路市 Kushiro-shi) – miasto w Japonii, w podprefekturze Kushiro, na wyspie Hokkaido, nad Oceanem Spokojnym. Miasto ma powierzchnię 1 363,29 km². W 2020 r. mieszkało w nim 165 077 osób, w 80 095 gospodarstwach domowych  (w 2010 r. 181 169 osób, w 80 856 gospodarstwach domowych) . 

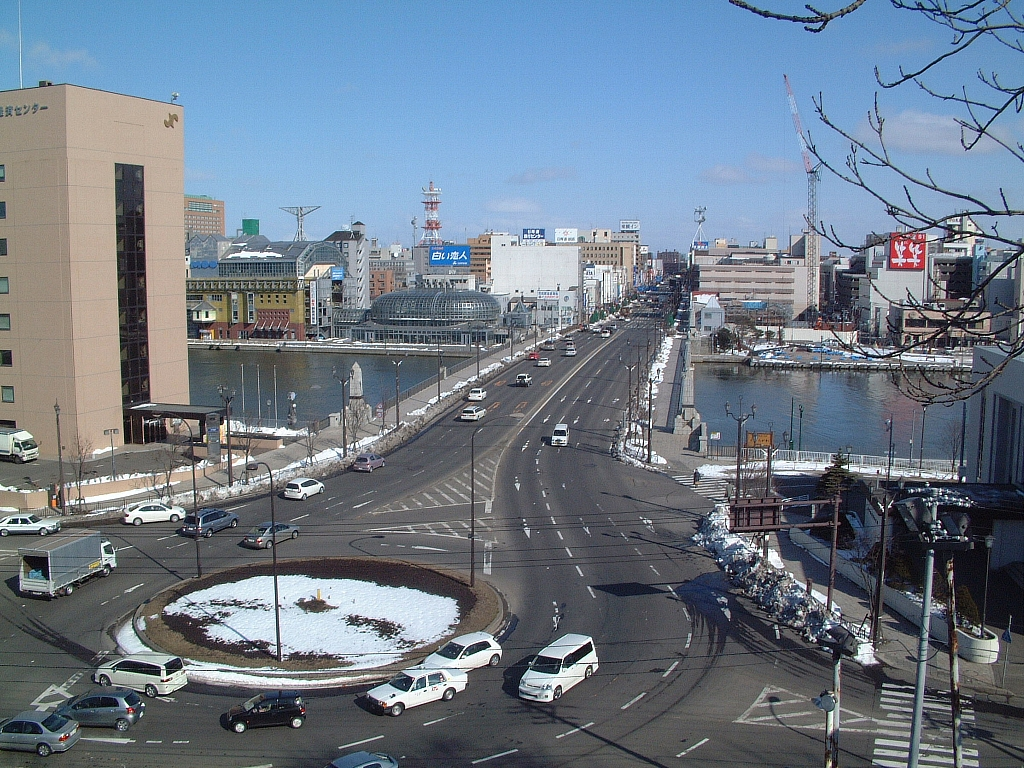
Most Nusamai
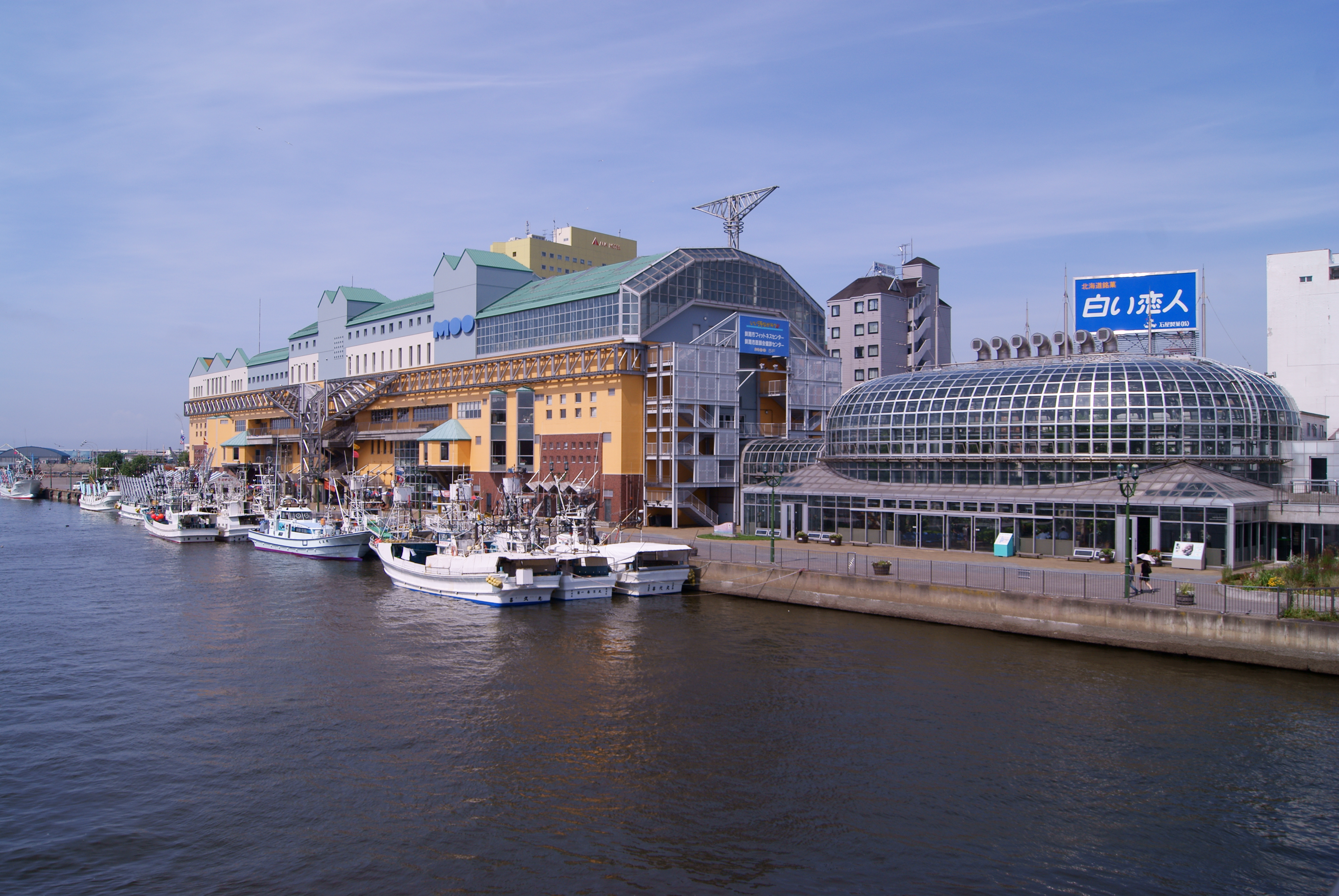
Nabrzeże Rybaka

## Gospodarka
W mieście rozwinął się przemysł chemiczny, rybny, stoczniowy, drzewny oraz celulozowo-papierniczy.
W mieście jest stacja kolejowa Kushiro.

## Współpraca
- Kanada: Burnaby
- Rosja: Chołmsk